# Малишев Юрій Олександрович
Малишев Юрій Олександрович (1 лютого 1947) — радянський академічний веслувальник.
Олімпійський чемпіон 1972 року в одиночці.